# Международный университет нефти и газа
Международный университет нефти и газа имени Ягшигельды Какаева (туркм. Ýagşygeldi Kakaýew adyndaky Halkara nebit we gaz uniwersiteti) — главное учебное заведение туркменского нефтегазового сообщества. Основан 25 мая 2012 года как Туркменский госуда́рственный институт не́фти и га́за, 10 августа 2013 года стал международным университетом. Расположен в городе Ашхабад. Открыт 1 июля 2012 года.
В городе Балканабад действует филиал университета.

## История
Созданию университета предшествовало создание российского филиала РГУ нефти и газа имени И. М. Губкина в Ашхабаде в 2008 г. и его работа до 2012 г.
Создан в целях совершенствования проводимой работы по диверсификации направлений экспорта на мировые рынки полезных ископаемых Туркменистаном, реализации на высоком качественном уровне программ развития нефтегазовой отрасли. Был подписан Указ Президента Туркменистана № PP-6081 о создании Туркменского государственного института нефти и газа. Был передан в ведение Министерства образования Туркменистана. В институте создано свыше двадцати специальностей на восьми направлениях: геология, разведка и разработка полезных ископаемых, химическая технология, компьютерные технологии, строительство и архитектура, технологические машины и оборудование, энергетика, экономика и управление на предприятиях отрасли, менеджмент.
В институте семь факультетов и 27 кафедр. Преподают около 500 преподавателей, в числе которых 6 докторов наук, из них 5 профессоров, и 33 кандидата наук, из них 14 доцентов..
Сократовский комитет по номинации Европейской Ассамблеи Бизнеса — «European Business Assembly» — EBA, Оксфорд, Великобритания, 27 июля 2013 года представил к награждению Международной наградой «European Quality» — «Европейское качество».
10 августа 2013 года «в целях кардинального улучшения подготовки высококвалифицированных специалистов для нефтегазовой отрасли» был переименован в Международный университет нефти и газа. Является членом Международной ассоциацией университетов.
12 февраля 2019 года Постановлением Меджлиса Туркменистана Международному университету нефти и газа присвоено имя политического и общественного деятеля Ягшигельды Ильясовича Какаева.

## Здание
Здание построено в южной части Ашхабада, где формируется новый деловой и культурный центр столицы Туркменистана. 17-этажное административное здание возвела турецкая компания «Renaissance». Реализация проекта была начата в 2010 году. Церемонии открытия комплекса зданий состоялась 1 сентября 2012 года при участии Президента Туркменистана Гурбангулы Бердымухамедова, членов Кабинета Министров Туркменистана, руководителей Меджлиса.
Здание символично напоминает нефтяную вышку. Комплекс института занимает территорию площадью 30 гектаров, состоит из главного 18-этажного корпуса и 5 учебных корпусов, в 86 аудиториях одновременно смогут учиться 3 тысячи студентов. В институте расположились актовый и конференц-залы, музей, архив, библиотека (на 250 мест), оснащённые мультимедийным оборудованием читальные залы, Центр информационных технологий, кафе, столовые, медпункт, продуктовые и промтоварные магазины. Аудитории и лаборатории корпусов оснащены современным оборудованием от компаний — «Schlumberger», «Drilling Systems», «Utest», «OFI», «DOGA», «LD Didactic».
В институте действует музей, где создан архивный фонд, рассказывающий о добыче нефти и газа, развитии нефтегазового сектора и народного хозяйства Туркменистана.
Здание в 2012 году — признано лучшей постройкой СНГ, по мнению Международной ассоциации Союза архитекторов стран СНГ.

## Общежития
Рядом с корпусами вуза построены 6 общежитий, для каждого факультета, рассчитаны на 230 мест. Комнаты — двухместные со всеми условиями, кухонная комната оборудована бытовыми приборами.

## Спортивный комплекс
Действует закрытый спортивный комплекс, с рингом и тренажёрным залом, плавательный бассейн. В универсальном спортивном зале есть площадки для футбола, баскетбола, волейбола, большого теннис и другие виды спорта. Отдельно расположен гимнастический зал. Предусмотрены душевые кабины. На спортивных площадках с естественным травяным настилом проходят занятия под открытым небом.

## Факультеты
- Факультет нефти и газа
- Факультет геологии
- Факультет энергетики и инженерных сооружений
- Факультет химической технологии и экологии
- Факультет экономики и управления
- Цифровые технологии и кибербезопасность
- Факультет нефтяной промышленности (Балканабатский филиал)

## Ректоры
- Мерет Хезретгулыевич Ашырбаев (6.07.2012—08.04.2016)[18][19]
- Хаджымухаммет Ашырович Гелдиев (8.04.2016—3.07.2020)[20][21]
- Шахым Абдрахманов (3.07.2020—1.2.2021)[22][23]
- Байраммырат Атаманов (c 11.2.2021 года)[23]